# Gazalbide
Gazalbide es un barrio de la ciudad de Vitoria. Se encuentra al noroeste de la ciudad. Limita al norte con el barrio de Arriaga-Lakua, al este con El Pilar y al sur con Txagorritxu. Es un barrio pequeño que tiene 2.762 habitantes (2007).

## Historia
El polígono de Gazalbide fue edificado entre los años 1974 y 1976, siendo la primera promoción del patrimonio municipal del suelo. Fue construida por una promotora municipal en colaboración con las cajas de ahorro alavesas. El barrio está formado por torres de apartamentos y tiene un carácter exclusivamente residencial con numerosas zonas verdes.

## Listado de Calles
- San Viator
- Conde Don Vela Archivado el 29 de noviembre de 2020 en Wayback Machine.
- Juana Jugan
- Argentina
- Colombia
- José Atxotegi
- Ecuador
- Honduras
- América Latina, plaza de

## Equipamiento en el Barrio
En este barrio se encuentran:
- Conservatorio Municipal Jesús Guridi
- Colegio Público de Educación Infantil y Primaria Luis Dorao
- Residencia de ancianos "Hermanitas de los Pobres".
- Instituto Concertado San Viator
- CENTRO COMERCIAL GAZALBIDE
- Polideportivo San Andrés

## Transporte
| Línea | Nombre                      | Destino Sentido Ida                                | Destino Sentido Vuelta                             | Estaciones en Gazalbide               |  |
| ----- | --------------------------- | -------------------------------------------------- | -------------------------------------------------- | ------------------------------------- |  |
|       | Periférica                  | Circular. Sentido contrario a las agujas del reloj | Circular. Sentido contrario a las agujas del reloj | Jose Atxotegi/ Hospital Txagorritxu   |  |
|       | Periférica                  | Circular. Sentido de las agujas del reloj          | Circular. Sentido de las agujas del reloj          | Jose Atxotegi 22                      |  |
|       | CIRCULAR                    | Circular. Sentido de las agujas del reloj          | Circular. Sentido de las agujas del reloj          | Honduras                              |  |
|       | UNIBERTSITATEA              | Circular. Sentido contrario las agujas del reloj   | Circular. Sentido contrario a las agujas del reloj | Honduras                              |  |
|       | Tranvía de Vitoria. Línea 1 | Angulema                                           | Ibaiondo (Vitoria)                                 | Txagorritxu, Euskal Herria y Honduras |  |
|       | Tranvía de Vitoria Línea 2. | Angulema                                           | Abetxuko                                           | Honduras                              |  |

El Tranvía rodea el barrio, con las paradas de Txagorritxu, Boulevard de Euskal Herria y Honduras, situada ente este barrio y El Pilar acercándolo al Centro, Abetxuko y Arriaga-Lakua.
- Datos: Q574278